# Ольяґуе
Для посилання на комуну див. Ольяґуе
Ольяґуе (ісп. Ollagüe) — масивний андезитний стратовулкан в андійському хребті Кордильєра-Оксиденталь на кордоні Болівії і Чилі. Вулкан розташований на південний схід від містечка Ольяґуе.
Вулкан виявляє фумарольну активність, особливо на південь від вершини. На північно-західному боці дорога піднімається на висоту 5650 м та веде до сірчаної шахти біля вершини. Це одна з найвищих доріг у світі, досить популярна для з'їжджання з неї на велосипеді.